# Picerno
Picerno é uma comuna italiana da região da Basilicata, província de Potenza, com cerca de 6.176 habitantes. Estende-se por uma área de 78 km², tendo uma densidade populacional de 79 hab/km². Faz fronteira com Balvano, Baragiano, Potenza, Ruoti, Savoia di Lucania, Tito, Vietri di Potenza.

## Demografia
| Variação demográfica do município entre 1861 e 2011                               |
|                                                                                   |
| Fonte: Istituto Nazionale di Statistica (ISTAT) - Elaboração gráfica da Wikipedia |